# Александар Угреновић
Александар Угреновић (Петриња, 6. новембар 1883 — Загреб, 19. новембар 1958) академик и универзитетски професор.
Шумарске науке завршио 1904 на шумарској академији у Загребу. Природне науке дипломирао 1907 на Филозофском Факултету у Загребу, гдје је исте године и докторирао. Од 1907—21 био у шумарској служби у Осијеку, Слатини и Пакрацу. Од 1921—56 редовни професор Пољопривредно-шумарског факултета у Загребу за предмете Употреба шума са трговином и индустријом дрвета и Шумарска политика, с прекидима за вријеме окупације (1941—45). 
Прави члан Југословенске Академије (касније ЈАЗУ) од 1948, члан Предсједништва те секретар Одјела за природне науке и начелник Секције за шумарске науке ЈА. Од 1922 предсједник Завода за употребу шума, каснијег Завода за технологију дрвета Пољопривредно-шумарског факултета у Загребу. Од 1955—57 директор Института за експериментално шумарство ЈА. 
Од 1925—29. уредник Шумарског листа, неко вријеме и часописа Природословна истраживања ЈА. Иницијатор и главни уредник Шумарске енциклопедије Југословенског лексикографског завода у Загребу. Члан међународних шумарских организација: Silva mediterranea, Рим (1922), Commission internationale d'agriculture, Париз (1923),Institut internationale d'agriculture, Рим (1934), Union internationale des instituts de recherches forestieres, Стокхолм (1936) и др.